# Jazzová sekce
Jazzová sekce – Artforum je spolek pro nekomerční kulturu, který vyvíjí činnost již od roku 1969, tehdy ještě pod názvem pouze Jazzová sekce.

## Kultura po roce 1968
Po roce 1968 byla veškerá veřejná činnost pod přísnou kontrolou úřadů. Např. k uspořádání koncertu bylo nutné vyplnit „povolovačku“, seznam obsahující jména kapel a hudebníků. Ti museli mít, třeba i jako amatéři, souhlas příslušné koncertní agentury. Hudebníci procházeli tzv. kvalifikačními zkouškami. Prokádrovaná kapela musela dát předem ke schválení názvy skladeb a zejména texty. Po schválení povolovačky organizace mohla požádat o pronájem sálu, dát vytisknout plakáty (zde probíhal tiskový dohled) a nechat je vylepit. Pak dát vstupenky do prodeje (opět po schválení inspektorem kultury).
V 70. a 80. letech 20. století bylo zakázáno zpívat anglicky, a když, tak pouze písně s protiválečnou tematikou a country, byla měřena hlučnost koncertů, občas sledováno a vyhodnocováno oblečení návštěvníků (měřítkem úřadů byli tzv. vlasatci a zelenokabátníci, tedy mladí, kteří nosili nepromokavé zelené bundy s velkými kapsami; postrachem úřadů byli zejména mladí turisté ze socialistické NDR).

## Vznik Jazzové sekce
Po sovětské invazi do Československa v roce 1968 se rozpadla Federace československých jazzklubů. V létě 1969 se při příležitosti Československého amatérského jazzového festivalu v Přerově sešla skupina jazzových nadšenců, která chtěla založit další jazzovou organizaci. Našla pochopení u pracovníka odboru kultury Národního výboru Středočeského kraje Jindřicha Kautského. U něj v kanceláři probíhaly debaty, jak by organizace měla vypadat. Výsledkem bylo, že tři nadšenci podali žádost na ministerstvu vnitra o povolení organizace. Jedním ze signatářů byl lékař a druhým inženýr – oba mimopražští fandové. Třetím byl Karel Srp starší (v 70. letech 20. století agent StB), právě propuštěný z práce ve výzkumném ústavu. První dva se na dalších jednáních více nepodíleli. Veškerá jednání s úřady vedl Karel Srp.
Na ministerstvu vnitra, které bylo a stále je pověřeno schvalováním a vedením evidence dobrovolných kulturních organizací (dnes spolků, nadací apod.), probíhaly personální čistky, a tak se referenti měnili a jednání se opakovaně otevírala od začátku. Srpovi se téměř po dvou letech podařilo organizaci právně zaregistrovat. Ve stejné době však požádala o registraci jiná dobrovolná kulturní organizace s názvem Svaz hudebníků, která měla obdobnou náplň stanov. Protože nesměly existovat dvě organizace s téměř stejnou náplní, dohodly se, že se Jazzová sekce stane součástí Svazu hudebníků, ale s vlastním organizačním řádem, hospodařením a právní odpovědností.

## První roky
Ustavující sjezd Jazzové sekce Svazu hudebníků ČSR se konal na podzim roku 1971 v Praze při příležitosti Mezinárodního jazzového festivalu. Festival vznikl v roce 1964 z iniciativy Lubomíra Dorůžky a Stanislava Titzla, v tiskovém středisku pracoval i Karel Srp. O rok později byl festival zakázán, respektive převeden pod Pragokoncert.
Předsedou Jazzové sekce Svazu hudebníků se stal Milan Dvořák, jazzový fanda z Kralup nad Vltavou, místopředsedy Lubomír Dorůžka a Karel Srp starší. Do výboru byli zvoleni Stanislav Titzl, Luděk Hulan, Karel Velebný, Mojmír Smékal, Zbyněk Mácha, Rudolf Neuls, Jan Hammer, Miloslav Langer, Jan Seik, Antoním Truhlář, Michal Zethner. Přestože mnozí z nich působili v různých státních komisích pro hudbu a byli v podstatě „oficiálové“, ani jeden z výboru nebyl v komunistické straně. Do pracovních skupin byli zvoleni Aleš Benda, Milan Čadek, Milan Hájek, František Hrůza, Jiří Novotný, Ladislav Pospíšil, Pavel Smetáček, Ludvík Šereda a Vladimír Trsek. Vedoucími skupin se stali členové výboru.
Praktickou činnost dělali pod Srpovým řízením mladí nadšenci, kteří se více či méně obměňovali. Jedním z nich byl Joska Skalník, který stvořil výtvarnou tvář Jazzové sekce, Vladimír Kouřil, Rosťa Paarová (později Křivánková), Aleš a Chari Bendovi, Petr Otáhal, časem Lubor Šonka, Tomáš Kraus, bratři Krčmářové, Jiří Kučera a desítky dalších. Zpočátku měla Sekce pár set členů. Po nástupu jazzrocku jejich počet rychle stoupal. S Jazzovou sekcí spolupracovalo mnoho výtvarníků, fotografů, divadelníků, hudebníků z tzv. alternativní scény, překladatelů, spisovatelů, organizátorů a fandů.

## Publikační činnost
Jazzová sekce začala od roku 1972 vydávat členský bulletin Jazz, krátce nato v edici Jazz petit knihy o jazzu, rocku, filosofii, moderním umění, moderním divadle aj. Další edice se jmenovala Situace a věnovala se současnému československému výtvarnému umění (zahrnovala především výtvarníky, kteří neměli možnost oficiálně vystavovat). Jinou edicí byl zpravodaj 43/10/88 (podle telefonního čísla sekce). Objevila se edice Dveře, výtvarně řešené plakáty, různé příležitostné tisky.
Tiskárny měly v té době papír na příděl, který rozdělovalo příslušné ministerstvo. Byl nedostatek barev, filmů, kovolistů, tiskárenských i knihařských kapacit. Téměř žádná tiskárna netiskla na klíč – jinde byla sazba, fotopříprava, tisk, knihařina a expedice. Všichni ředitelé měli příkaz netisknout pro Jazzovou sekci, a tak každá fáze výroby byla zranitelná. Vydávání knih bylo centrálně schvalováno a řízeno. Na vydání se obvykle čekalo dva až čtyři roky. Sekci se dařilo knihy vydávat do několika měsíců. Protokoly z výslechů svědčí o zuřivosti policistů i ministerských úředníků, kteří tiskárny nemohli objevit.
Přesto se podařilo vydat další díly rockového slovníku Rock 2000 (1982, 1983, 1984), na několikrát se tisklo fotografické dílo Jindřicha Štyrského, které bylo dvakrát zabaveno policií, Jindřich Štýrský: fotografické dílo 1934–1935 (1982). Vznikla nová edice Dokumenty s obhajobou punku (Rock na levém křídle, 1983) nebo s nobelovskou řečí Jaroslava Seiferta O patetickém a lyrickém stavu ducha: řeč k udělení Nobelovy ceny za písemnictví 1984 (1985). I když se vlastně jednalo o vydávání samizdatů, grafická úroveň publikací byla vysoká, a vysoký byl zejména náklad, ve kterém publikace vycházely, a který se pohyboval v tisících výtisků. Zcela samostatnou kapitolu tvoří nelegální knižní vydání Hrabalovy knihy Obsluhoval jsem anglického krále v nákladu přes 5000 kusů v roce 1982 (v grafické úpravě J. Skalníka a s fotografiemi Tarase Kuščynského). Dodnes neexistuje úplný přehled vydaných prací, protože zejména po zákazu Jazzové sekce byly tiráže knih různě vymýšlené, aby zmátly policii.

## Pražské jazzové dny

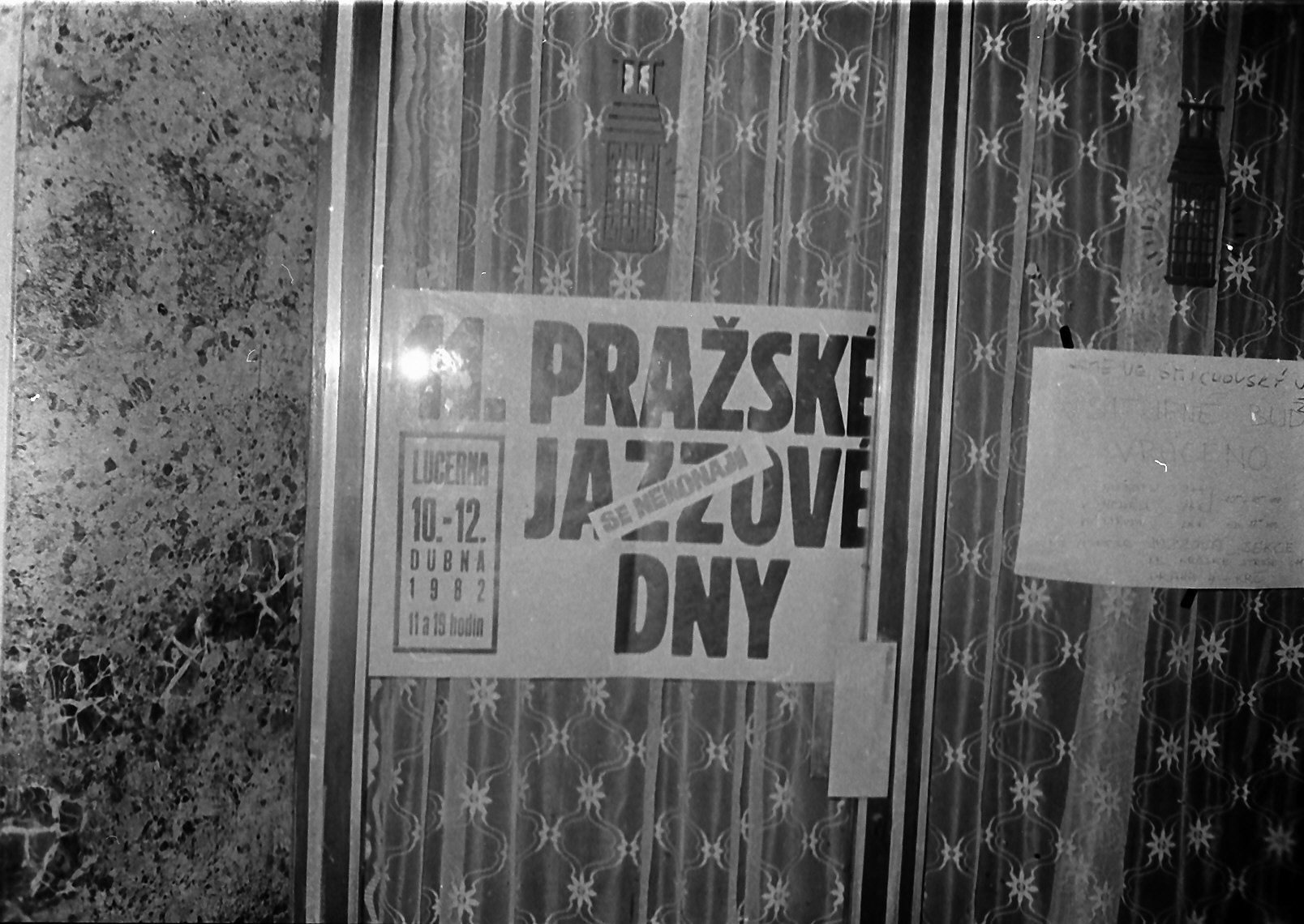
Oznámení o zrušení 11. Pražských jazzových dnů na dveřích Lucerny (1982)

- 1. pražské jazzové dny 17.–18. března 1974
- 2. pražské jazzové dny 29.–30. března 1975[8]
- 3. pražské jazzové dny 11.–12. října 1975
- 4. pražské jazzové dny 18.–23. března 1976[9]
- 5. pražské jazzové dny 5.–10. dubna 1977
- 6. pražské jazzové dny 16.–26. května 1978
- 7. pražské jazzové dny 6.–9. října 1978
- 8. pražské jazzové dny 21.–27. května 1979
- 9. pražské jazzové dny 2.–4. listopadu 1979
- 10. pražské jazzové dny, plánovány na 19.–28. září 1980, krátce před zahájením je kulturní inspektorát pražského magistrátu zakázal
- 11. pražské jazzové dny, plánovány na 9.–12. dubna 1982, nepovoleny
- 12. pražské jazzové dny – jaro 1990
- 13. pražské jazzové dny 22.4. – 24.4.1998 Divadlo Rokoko v rámci Beat Generation Fest

## Jazzrocková dílna
Polovina 70. let byla v ČSSR ve znamení jazzrocku, který však nebyl povolován. Ten nakonec způsobil rozchod Srpa s ostatními členy výboru Jazzové sekce Svazu hudebníků.
Srp, který byl dramaturgem Pražských jazzových dnů, se kterými Sekce začala v roce 1974, se rozhodl uspořádat samostatný koncert jazzrocku pod názvem Jazzrocková dílna, a to přímo v Lucerně. Výbor Jazzové sekce, v němž převažovali profesionální hudebníci nebo úředníci, se proti Jazzrockové dílně postavil. Konkrétně: Dvořák, Benda, Smékal, Hulan, Velebný, Titzl, Mácha; výpadů se zdržel pouze Dorůžka. U členů výboru se projevil politický strach a u profesionálních jazzmanů závist, že „neumětelové“, jak mladým přezdívali, budou mít větší aplaus. Známý profesionální hudebník, Luděk Hulan, dokonce navštívil ministerstvo kultury, aby je varoval, že dojde k nepřístojnostem. Srp se s výborem rozešel a koncert v rámci Pražských jazzových dnů u úřadů vybojoval. Navíc po dohodě se šéfredaktorem hudebního vydavatelství Panton Jiřím Maláskem domluvil vydání samostatné dlouhohrající desky, na kterou Joska Skalník vymyslel neotřelý obal (po vydání byla deska stahována z výloh kvůli delegátům probíhajícího sjezdu KSČ). Ministerstvo kultury informovalo ministerstvo vnitra a Srp byl často předvoláván na výslechy.
Jazzrocková dílna byla úspěšná a Jazzová sekce přestala přibírat nové členy. Počet členů byl dán maloofsetovou tiskárnou, která nestačila na zvýšený náklad členského bulletinu Jazz. Mladí si bulletin a další materiály půjčovali a opisovali (např. knihu o Johnu Lennonovi včetně fotografií policií smazané Lennonovy zdi četlo odhadem 200 000 lidí).
Po rozchodu Srpa s původními členy výboru si Srp vybral aktivisty, kteří sekci „drželi“ až do uvěznění. Vedle Skalníka, Kouřila, Paarové to byli např. Jana Chržová, Marta Zelinková (Chadimová), obě rodiny bratrů Krčmářových, Tomáš Křivánek, manželé Kučerovi, manželé Huňátovi, Roman Hruška, Josef „Zub“ Vlček, Jiří Čutka, Pavel Hyndrák, manželé Prokopovi, Alenka Prokopová, Vladimír Lisoň, Jaroslav Kořán, Pavel Turnovský, Eva Dvořáková, manželé Volkovi, Martin a Jana Sýkorovi, Jiří Exner, Tomáš Kraus, Zdeněk Pecka, Petr Pylypov, Eva Střížovská, Karel Srp mladší, Miloš Drda, Ondřej Hrab, Arpád Abonyi, Vlastimil Marek, Ing. Justoň, sourozenci Gistrovi, Hana Hermannová, Lubor Šonka, Josef Kupka, aktivní byli mimopražští Antonín Rais v Chomutově, Jura Regentík v Olomouci, Petr Cibulka a Zina Lišková v Brně, bratři Kukučkové na Slovensku, aktivisté v Žatci, Košicích, Žilině, Trutnově, Ústí nad Labem a mnoha dalších místech.

## Represe
S přibývajícími členy nabývaly výslechy Srpa na síle; Státní bezpečnost rozpoutala kampaň výslechů příznivců Jazzové sekce po celé republice. V rámci spolupráce socialistických zemí kontaktovala StB policejní složky v dalších zemích (např. Německá demokratická republika, po vzniku Solidarity Polsko a později i Maďarsko).
Jazzová sekce a Svaz hudebníků sice usilovaly o řádný sjezd, který by legalizoval nový výbor, avšak úřady sjezd nepovolily. Sekce nepředkládala rukopisy bulletinů ani knih k cenzuře, mezi aktivisty neměla členy KSČ, obecně začala být pokládána za antisocialistickou organizaci, o kterou mají zájem také v zahraničí, hlavně na Západě. Západní ambasády skutečně zájem projevovaly a Jazzová sekce jim vycházela vstříc. Nebývale silný zájem byl v zahraničních sdělovacích prostředcích, na Hlasu Ameriky, který nebyl komunisty rušen, na Svobodné Evropě a dalších rozhlasových stanicích.
Pražské jazzové dny začaly uvádět kapely, které neměly tzv. přehrávky, a vrcholem bylo vystoupení skupiny Extempore v Lucerně s art-rockovou operou Milá čtyř viselců (9. dubna 1977). Množily se úřední i „neúřední“ zákazy (po telefonu). Policie nasadila na telefony Jazzové sekce odposlech, stejně tak na korespondenci, zablokovala konto u spořitelny, zavedla sledovačky a pravidelná vyhodnocování činnosti Jazzové sekce po celé ČSSR.

## Pokus o rozpuštění
Ministerstvo kultury tlačilo na Svaz hudebníků, aby Jazzovou sekci zrušil. Ten tak učinil v dubnu 1977. Sekce však měla právní subjektivitu a odvolala se. Vznikl neúprosný administrativní boj mezi komunistickou mašinérií a amatéry z Jazzové sekce. Písemná výzva obletěla republiku a úřady byly zavaleny protesty. Do sporu nepřímo vstoupila zahraniční média, ambasády a hlavně obsah Helsinských dohod, na které se členové Sekce při výsleších odvolávali. Úřady se zalekly a povolily Jazzové sekci další existenci – pochopitelně pod větší policejní kontrolou.
Ministerstvo kultury nakonec dalo podnět Ministerstvu vnitra, aby zrušilo celý Svaz hudebníků, a tím i Jazzovou sekci. K tomu došlo v říjnu 1984, avšak Jazzová sekce se odvolala k soudu. To se komunistickému režimu ještě nestalo. Začaly se křížit zájmy ministerstev zahraničí (ostuda na západě, nedodržování Helsinských dohod), vnitra (možná destabilizace reálného socialismu v očích Moskvy) a kultury (za každou cenu zakázat).
Teprve počátkem 80. let původní členové výboru Jazzové sekce rezignovali. Buď písemně (Titzl), nebo ústně (Smékal).

## Proces 1986
Právní zodpovědnost za Jazzovou sekci zůstala na Srpovi, který se po abdikaci Milana Dvořáka stal předsedou. Místopředsedou pak jmenoval Josku Skalníka, tajemníkem Vladimíra Kouřila a členy Čestmíra Huňáta, Tomáše Křivánka a Jiřího Kučeru. Ten včas emigroval. Dne 2. září 1985 došlo k první domovní prohlídce v sídle Jazzové sekce a v bytech členů tohoto výboru. První důstojník ministerstva vnitra případ odložil s tím, že nenašel proti Sekci žádné důkazy. Jeho nástupce učinil totéž. Třetí důstojník dostal případ jako stranický úkol. V září 1986 spolu s prokurátorem Josefem Monsportem uvalili vazbu na Karla Srpa, Josku Skalníka, Vladimíra Kouřila, Čestmíra Huňáta, Tomáše Křivánka, Miloše Drdu, Vlastimila Drdu a Eduarda Krčmáře.
Podle tajné zprávy kontrarozvědky měla Jazzová sekce přes 11 tisíc členů a byla nejpočetnější organizovanou opozicí.
Režim obvinil zadržené z neplacení daní, které vypočetla úřednice Kurylová na Národním výboru Prahy 4. Tento důvod vyhlásily také československé ambasády v zahraničí. Sekce měla údajně dlužit milion korun na daních. Policejní znalec však žádný únik nezjistil, takže tento důvod uvěznění nebyl u soudu vůbec projednáván. Znalci z účetnictví zjistili, že se Jazzová sekce neoprávněně obohatila asi o 67 000 korun, za které platila odvoz popelnic, nákup známek, čisticích potřeb atd.
V lednu 1987 byli aktivisté Jazzové sekce propuštěni z vazby. Přesto důsledky věznění byly vážné: Skalník málem oslepl, Huňát nedostával léky na srdce, Kouřilovi otekly nohy a při propuštění se nemohl obout; trpěl onemocněním ledvin a byl operován. Křivánek a Srp odešli relativně zdrávi. Krátce byli uvězněni i bratři Krčmářové. Nejhůře skončil pokladník Miloš Drda, kterého vyšetřovatel Viktor Špirk a prokurátor Josef Monsport uvěznili v jeho 71 letech. Miloš Drda trpěl cukrovkou, měl dva infarkty a z močového měchýře měl vyveden vývod kvůli prostatě.
Po výslechu na Národním výboru v Praze 4 dostal infarkt pan Kupka, vlastník domečku, ve kterém Jazzová sekce sídlila. Když se pan Kupka vrátil z „jednání“, omdlel a za několik hodin zemřel. Jeho manželka rok po něm. O dalším členu sekce, který zemřel ve vězení, Pavlu Wonkovi, je toho známo víc. Zato o slovenském disidentovi a také členu sekce Tomáši Petřivém není známo téměř nic. Zemřel po policejním výslechu v Bratislavě. Policie datum úmrtí posunula o dva dny dopředu.
Proti uvěznění se vzbouřilo mezinárodní veřejné mínění. Stovky nejznámějších osobností světové kultury začaly psát protesty prezidentu Husákovi. Zahraniční rozhlas téměř denně přinášel reportáže a stanoviska. Protestovali diplomaté. Režim byl zmaten. Proti návrhu dát Srpovi 8 let se postavil i soudce Stibořík (byl poté přeložen). Nakonec Srp dostal 16 měsíců, Kouřil 10 měsíců, Huňát, Skalník a Křivánek podmínku.
Vladimír Kouřil a Tomáš Křivánek se členství v Jazzové sekci protokolárně vzdali v roce 1987.[zdroj?] Vstoupili v jednání s komunistickými úřady s cílem založit organizaci Unijazz avšak bez Karla Srpa. Ten na zrušení Jazzové sekce nepřistoupil ani v tvrdých podmínkách věznice v Plzni na Borech.[zdroj?]

## Obnova organizace
Pár měsíců po propuštění v roce 1988 Karel Srp starší požádal o registraci Artfora, organizace se stejnou náplní jako Jazzová sekce. Artforum bylo po třinácti měsících jednání v červnu 1989 povoleno, předsedou se stal Karel Srp.
V roce 1991 byli členové výboru Jazzové sekce rehabilitováni, avšak sekci nebyl navrácen zabavený majetek ani peníze na kontech.
Právním nástupcem Jazzové sekce z roku 1971 je „Jazzová sekce – Artforum“. Předsedou je nadále Karel Srp. Vznikají nové knihy, další koncerty, výstavy apod. Organizace již není jediným kanálem pro nejrůznější „opoziční“ aktivity, jako byla za totality, ale může dělat to, co ji těší. Je to například několik ročníků Nonstop čtení (Ferlinghetti, Solženicyn, Škvorecký, Havel, Lustig, Karel Čapek, Jaroslav Hašek, česká a slovenská literatura atd.), stovka výstav, zejména dokumentárních (Srpen 68, Heydrichiáda, Ježek, Vlach, Brom, Velebný, Klikar, Pavel Turnovský, Soňa Vedralová, Milan Pavýza, Jiří Kolář, válečné plakáty SSSR a USA, Prohry a naděje 1938–1989, Devět prezidentů, Atatürk, České vězeňství, Džezart 1), množství uměleckých projektů, promítání; je aktivní na demonstracích za humanitní společnost. Nemá placené ani jinak honorované zaměstnance. Navštívily jí stovky spisovatelů a známých osobností. V roce 2013 obdržel předseda Karel Srp medaili I. stupně Za zásluhy o stát v oblasti kultury od prezidenta republiky. Dále je držitelem státních vyznamenání od místopředsedy parlamentu ČR, za humanizaci vězeňství od ministra spravedlnosti, řady cen spisovatelských organizací atd.
V dalších letech obdržel Karel Srp vyznamenání ministerstva spravedlnosti, 1. místopředsedy vlády, Svazu důstojníků a praporčíků a další.
Sekce má od roku 2002 internetové rádio Hortus, kde zejména v historické části připomíná politické procesy, období okupace Němci i Sověty, věnuje se poezii beat generation, celé historii jazzu, spolupracuje na projektech s jinými nekomerčními organizacemi. Není nikým sponzorována. V žebříčcích sledovanosti společnosti Google vzdělávací pořady získaly z nejvyššího ohodnocení pěti hvězdičkami – čtyři. V březnu 2020 byl příjem vysílání zablokován zatím neznámým vnitřním narušitelem.[zdroj?]
Jazzová sekce Artforum od roku 2000 užívá v názvu podtitul Kabinet nezávislé kultury..
V roce 2000 proběhla v objektu velká stavební rekonstrukce, která přispěla k otevření nové učebny.
Jazzová sekce není 15 let dotována ze státního rozpočtu a veškeré dobrovolné výdaje hradí ze svých kapes. 50 let nemá placené zaměstnance.

## Humanitární aktivity
V roce 2010 Jazzová sekce nabídla společenskou záruku za vězněného Karla Srbu, a tím přispěla k jeho předčasnému propuštění po osmi letech věznění z dvanáctiletého trestu. Dále se připojila k zárukám za Davida Ratha a Antonína Mannsteina, který je rovněž na záruku na svobodě.
K humanitárním aktivitám se řadí i dokumentární výstava, např. O vězeňství v českých zemích od roce 1860 dodnes (2014), Působení Boromejek u odsouzených žen v Řepích, České jazzové plakáty od roku 1946.
Velkým projektem bylo zřízení busty francouzského prezidenta Françoise Mitterranda, která byla odhalena pod záštitou prezidenta republiky Miloše Zemana 13. července 2015. Jde o prvou bustu mimo hranice Francie a její instalace nebyla hrazena ze státního rozpočtu. Akci předcházel již 19. ročník nonstop čtení, který byl tentokráte věnován česko-francouzským vztahům. Ke společenským akcím patří pravidelné zahalování a odhalování busty.
V roce 2018 byla Jazzová sekce požádána o přípravu tří dokumentárních výstav v rámci výročí sta let republiky. Týkaly se Srpna 1968 a invaze armád pěti zemí do ČSSR, Normalizace a Říkají si nezávislí. Poprvé byly zveřejněny pendrekové zákony ze září 1968 a o rok později, iniciované některými „hrdiny Pražského jara“ četná udání občanů a organizací na činnost Jazzové sekce, Charty a nezávislých skupin až po pokyn ministra vnitra z dubna 1990 o utajení některých svazků bývalých spolupracovníků StB, které platilo i v roce 2018.,
Od roku 2019 se věnuje vzdělávací činnosti, na které existující politické strany delegují do besed odborníky na různá témata, např. školství, zemědělství, doprava, armáda, kultura a další. Tzv. Valdštejnské besedy jsou určeny zejména studentům příští státní správy, vězeňství nebo činnosti v zahraničí.
K 70. výročí ukončení 2.světové války otevřela v roce 2020 výstavu válečných plakátů SSSR, USA a Protektorátu Čechy a Morava, která byla první na světě.[zdroj?] Záštitu převzal prezident republiky Miloš Zeman a blahopřejný dopis zaslal Vladimír Putin. Výstava pokračuje i v roce 2021.
V únoru 2021 Městský soud pro Prahu 2 nepravomocně zamítl žalobu Karla Srpa na Jaroslava Hutku za vulgarismy, které na žalobce uváděl v tisku.
V roce 2023 a 2024 uspořádala dokumentární výstavy Francie a československý disent, která zmapovala francouzský tisk 1987–2010, a k 85. výročí německé okupace republiky prezentaci originálů denního tisku 1935–1955, které si návštěvníci mohli prolistovat. Současně Rádio Hortus začalo vysílat 24 hodin denně. Činnost dobrovolné kulturní organizace není více než 10 let sponzorována státem a ani nevybírá členské příspěvky.